# 庄子内溪
25°09′58″N 121°26′46″E / 25.166°N 121.446°E
庄子內溪，位於台灣新北市淡水區街區南部的一條溪流，為淡水河的支流，因溪流經過庄仔內，故取其名為庄仔內溪。該溪主流發源於埔尾，流經樟腦寮、庄子內忠愛街、淡江大學下學府路、水廠邊、博愛街，過北淡路（省道台2線）淡水橋、鼻頭街邊注入淡水河。
該溪有一支流發源於黃帝神宮與淡江大學間凹地，順著淡大校區流至鬼子孔、大田寮、豬灶邊、夜市、布埔頭、淡水橋後與主流會合。另一支流則發源於虎頭山第一水源，流經外環道路金龍橋、曹公橋、庄子內忠愛街後與主流會合。 
淡水橋旁即為台北捷運淡水站。外鼻仔頭的西側是港仔溝，也就是庄子內溪注入淡水河所形成的港灣。